# MacLeay-Schnurrbartfledermaus
Die MacLeay-Schnurrbartfledermaus (Pteronotus macleayii) ist eine Fledermausart aus der Familie der Kinnblattfledermäuse (Mormoopidae), welche auf den Großen Antillen beheimatet ist. Die Art ist nach dem Naturforscher William Sharp Macleay benannt, der den Holotypus sammelte.

## Beschreibung
Die MacLeay-Schnurrbartfledermaus ist mit einer durchschnittlichen Gesamtlänge von 74,2 mm und einem Gewicht von 4,1 bis 7,5 g eine kleine Fledermaus. Das Fell ist grau-braun bis gelblich braun, mit einem helleren Bauch. Die einzelnen Haare sind auf dem Rücken dreifarbig mit einer oliv-braunen Basis, einem hellen Mittelteil und einer dunkelbraunen Spitze. Die Ohren sind schmal und spitz und auf dem Kopf nicht miteinander verbunden. Der Tragus ist lang und mit Rillen versehen. Pteronotus macleayii unterscheidet sich von P. personatus durch die längere Schnauze und seitlichen Spitzen an den Nasenlöchern. Im Gegensatz zu P. quadridens besitzt Pteronotus macleayii einen V-förmigen Ballen zwischen den Nasenlöchern. Die Unterarmlänge beträgt 39,9–45,1 mm, die von P. quadridens unter 41 mm.

## Lebensweise
Die MacLeay-Schnurrbartfledermaus ist wie die meisten Fledermäuse nachtaktiv und ernährt sich von Insekten, wobei Zweiflügler (Diptera) über die Hälfte der Nahrung ausmachen, gefolgt von Käfern (Coleoptera), Heuschrecken (Orthoptera) und Gleichflüglern (Homoptera). Die komplexen Echoortungsrufe besitzen vier Obertöne, bewegen sich im Bereich zwischen 70 und 80 kHz und sind somit für das menschliche Ohr nicht hörbar.
Die MacLeay-Schnurrbartfledermaus ist in ihrem Verbreitungsgebiet häufig anzutreffen. Den Tag verbringen die Tiere in warmen, feuchten Höhlen, wobei die Kolonien aus mehreren tausend Individuen bestehen können. In denselben Höhlen findet man auch andere Fledermausarten wie die Jamaika-Fruchtfledermaus (Artibeus jamaicensis), Brachyphylla nana, Erophylla sezekorni, Macrotus waterhousii, Monophyllus redmani, Mormoops blainvillii, Natalus lepidus, N. major, N. micropus, Phyllonycteris aphylla P. poeyi, Pteronotus parnellii und P. quadridens. Die Arten hängen jedoch getrennt voneinander und vermischen sich nicht.
Die MacLeay-Schnurrbartfledermaus ist monoöstrisch und bringt jeweils ein einziges Jungtier pro Jahr zur Welt.

## Verbreitung und Lebensraum
Pteronotus macleayii kommt auf Kuba und Jamaika vor. Die Art wird von der IUCN  als ungefährdet eingestuft.